# Pascal Taskin

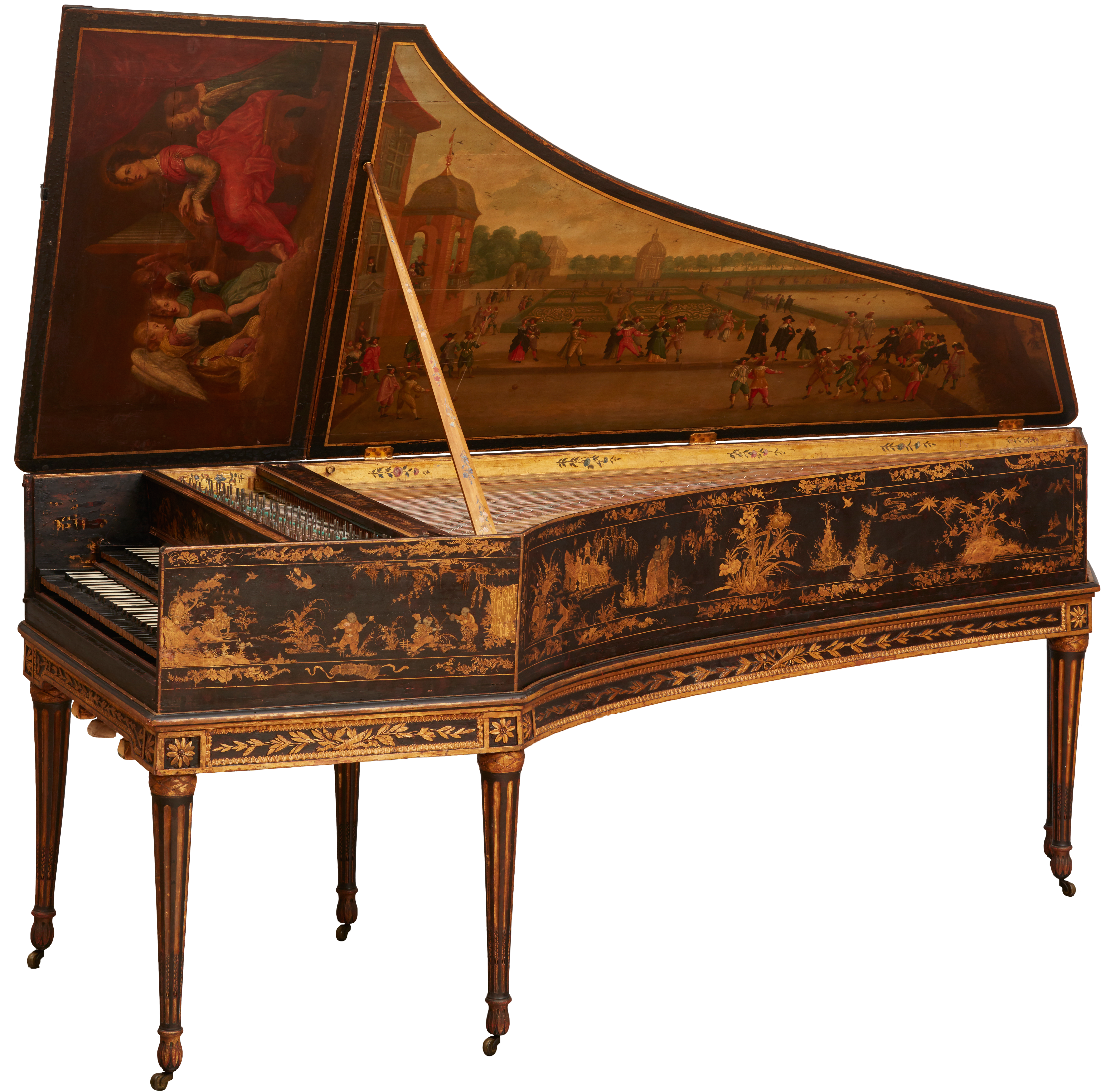
Clavicembalo Taskin (1787) nel Museum für Kunst und Gewerbe, Amburgo, con la firma falsificata "Andreas Ruckers 1636".

Pascal-Joseph Taskin /pasˈkal ʒɔˈzɛf tasˈkɛ̃/ (Theux, 27 luglio 1723 – Versailles, 9 febbraio 1793) è stato un cembalaro francese di origine vallona.

## Biografia
Nato nel 1723, Taskin entrò presto come apprendista nel laboratorio parigino di François-Étienne Blanchet II. Alla morte di Blanchet, ne sposò la vedova e rilevò l'attività. La qualifica di Facteur de Clavessins du Roi, già portata dai due François Blanchet vecchio e giovane, passò quindi a lui. Nel 1770 così firmava i suoi strumenti: Pascal Taskin, Facteur de Clavessins & Garde des Instruments de Musique du Roi, Eleve & Successeur de M. Blanchet, demeure même Maison, rue de la Verrerie, vis-à-vis la petite porte de S. Merry, A Paris 1770.
Nel 1772 gli fu offerta da Luigi XV, e in seguito da Luigi XVI, la qualifica di costruttore di strumenti di corte nel castello e nella cappella di Versailles. Riuscì ad eseguire questo lavoro grazie al nipote Pascal-Joseph II, in modo da non doversi assentare troppo a lungo dal laboratorio di Parigi; in questo modo, dal 1781 al 1790 si occupò dell'intero fondo degli strumenti reali. Taskin portò la costruzione del clavicembalo all'ultima e più grande perfezione; la sua attività arriva alle soglie del fortepiano di cui, seguendo il gusto dell'epoca, costruì degli esemplari. Alla sua morte, il laboratorio produceva tanti clavicembali quanti fortepiani.
Nel suo laboratorio veniva aiutato da tre suoi nipoti, Pascal-Joseph Taskin II (1750-1829), Henri-Joseph Taskin (1779-1832) e Lambert Taskin (date sconosciute). D'altronde, si prese cura anche del figliastro, potendo così ricollegarsi alla diretta tradizione che risaliva a Nicolas Blanchet, fondatore del tanto fortunato laboratorio che gestiva.

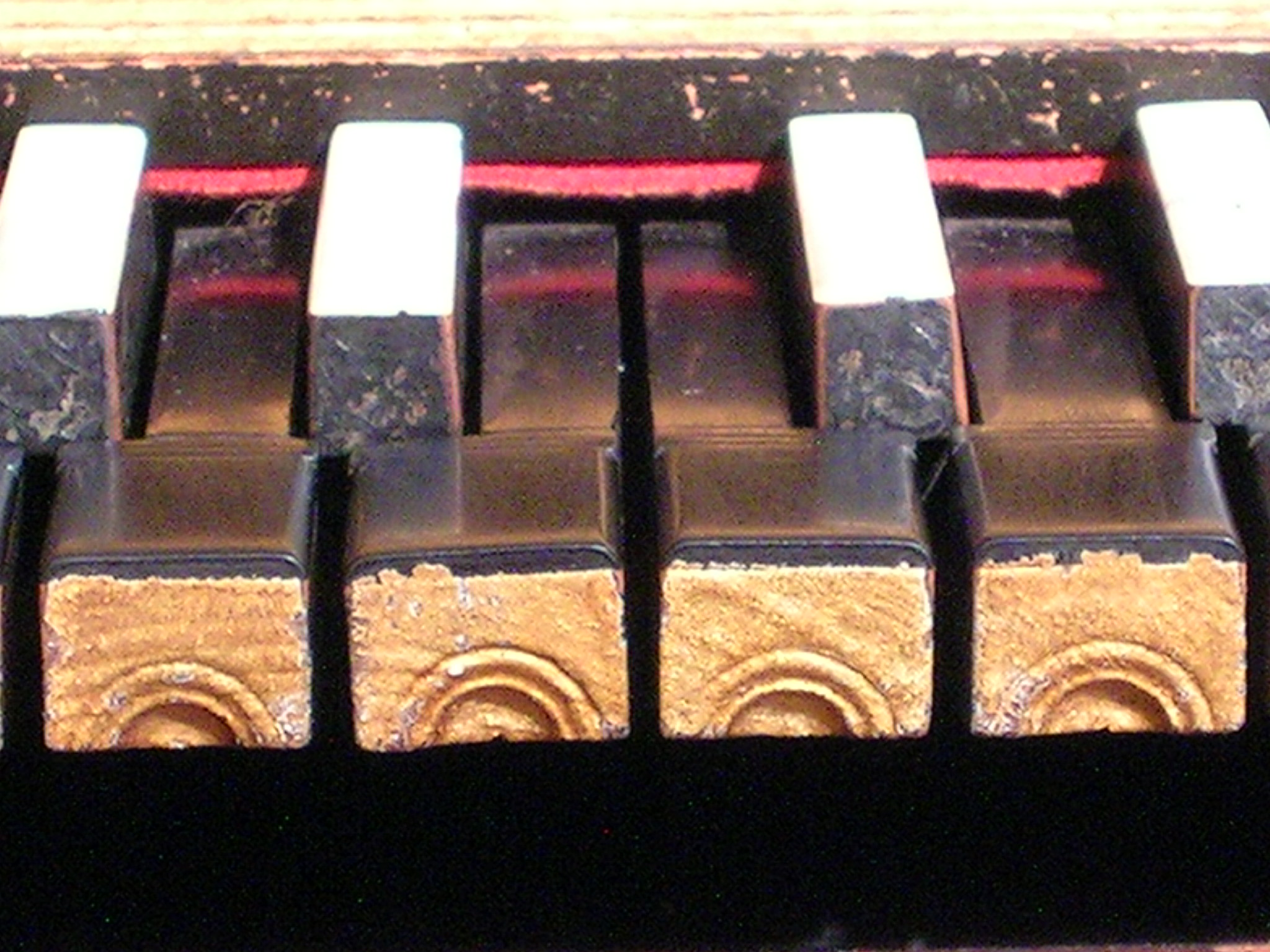
Tasti di un clavicembalo di Taskin (1787); Museum für Kunst und Gewerbe, Amburgo

Come molti altri cembalari prima di lui - fra cui anche i suoi predecessori Blanchet - Taskin intervenne su alcuni clavicembali costruiti dalla famiglia Ruckers di Anversa. Questo tipo di operazione era detto ravalement e prevedeva l'ampliamento della tastiera per adattarla al gusto e alle esigenze della musica dell'epoca. Nel caso del grand ravalement lo strumento subiva un importante rifacimento, con parziale riutilizzo della tavola armonica originale. Come anche alcuni dei suoi colleghi, Taskin ha inoltre prodotto interamente dei falsi Ruckers, come quello del 1787 conservato nel Museum für Kunst und Gewerbe di Amburgo.
AI suoi strumenti riusciva a conferire un suono che è nello stesso tempo brillante e ricco di armonici, pieno e sonoro, ineguagliato nel suo equilibrio, che gli ha valso una grande considerazione nella storia della costruzione dei clavicembali.
Lo stile sensibile sviluppatosi nella seconda metà del XVIII secolo e l'esigenza di possibilità dinamiche portarono all'introduzione di nuove caratteristiche tecniche negli strumenti. Fra gli altri, Taskin introdusse un registro detto peau de buffle, che pizzica le corde con morbidi plettri di cuoio. In questo modo si crea l'illusione di una dinamica di attacco al cembalo e si possono sottolineare momenti di toccante intimità soprattutto mettendolo in relazione con il registro di liuto. Le ginocchiere (genouillères) permettono il cambio dei registri senza dover togliere le mani dalla tastiera. Queste modifiche allo strumento - che si ritrovano anche in Inghilterra - erano conformi alle nuove esigenze del gusto del periodo. Esse non costituiscono dei nuovi sviluppi dello strumento, ma il tentativo, destinato all'insuccesso, di adattarsi grazie un tipo di strumento perfezionato a un nuovo sviluppo, quello del fortepiano.

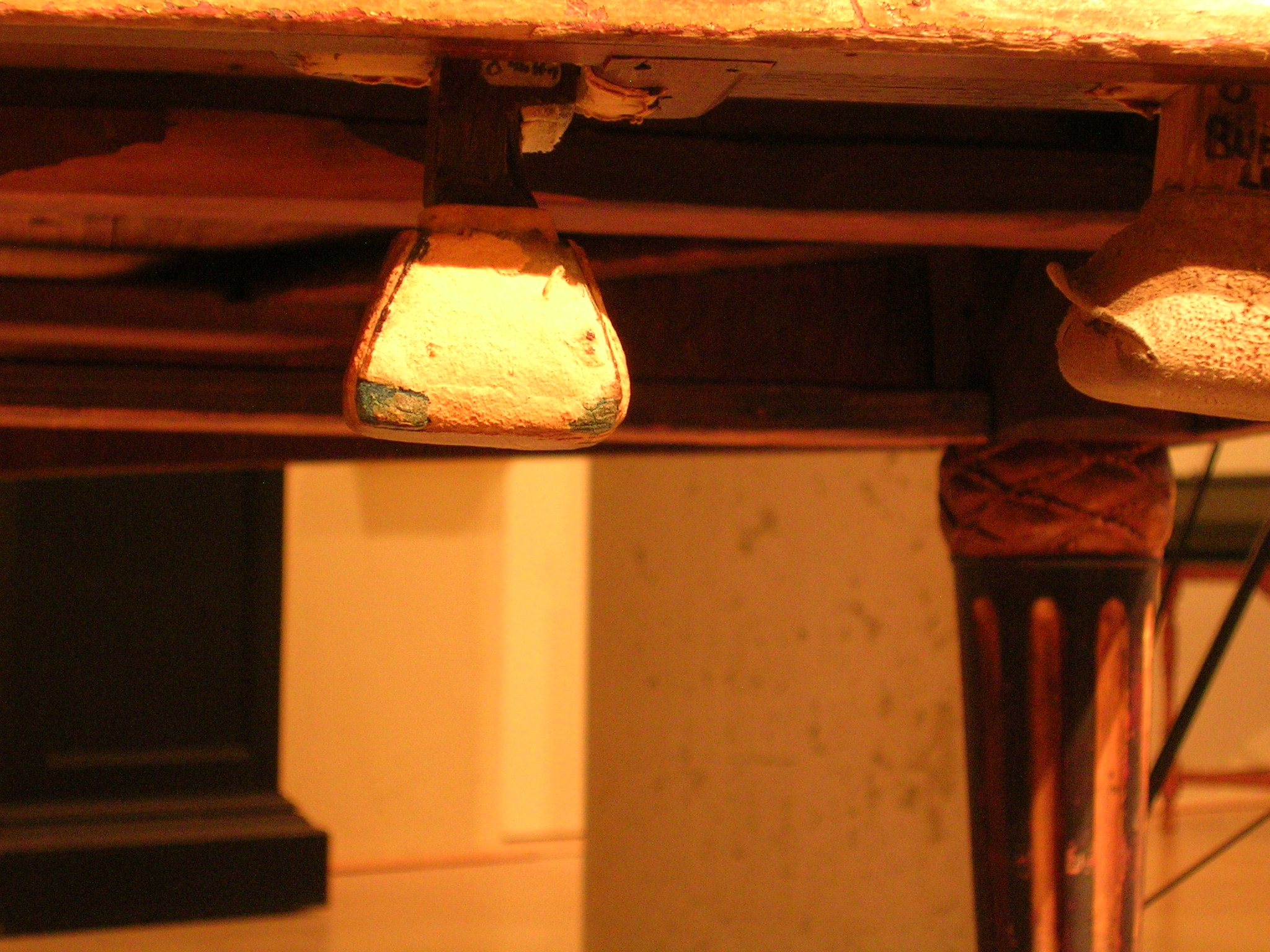
Ginocchiere (genouillères) di un clavicembalo di Taskin (1787); Museum für Kunst und Gewerbe, Amburgo

Solo nove strumenti di Taskin si sono conservati fino a oggi; essi si trovano sparsi fra il Museum für Kunst und Gewerbe di Amburgo (Collezione Baumann), la Collezione Russell di Edimburgo e il museo della Cité de la musique di Parigi.
I clavicembali di Taskin sono spesso scelti come modello per la costruzione di copie moderne.